# Rhopalomyia hypogaea
Rhopalomyia hypogaea är en tvåvingeart som först beskrevs av Hugh Low 1885.  Rhopalomyia hypogaea ingår i släktet Rhopalomyia och familjen gallmyggor. Inga underarter finns listade i Catalogue of Life.